# الماس قلب
الماس قلب (به هندی: Dil Kaa Heera) فیلمی محصول سال ۱۹۷۹ و به کارگردانی دولال گوها است. در این فیلم بازیگرانی همچون درمندرا، هما مالینی، ساچین، آقا، راجش خانا ایفای نقش کرده‌اند.